# Povijest konzervacije metala
Konzervacija metala djelatnost je koja se obavljala još u davno doba ljudske civilizacije. Drevne civilizacije koristile su sedam metala: željezo, kositar, olovo, bakar, živu, srebro i zlato za ukrasne predmete, vjerske artefakte i oružje. Čak je i na arheološkm nalazima vidljivo da su predmeti održavani u što je bolje mogućem stanju, bilo u estetskom, bilo u strukturalnom smislu.

## 1800-e i početak 1900-ih
Prije kasnih 1800-ih, restauriranje se sastojalo od obnove i popravka od strane zanatskog majstora, upoznatog s materijalima predmeta, te se smatralo da je korozija posljedica djelovanja bakterija. U kasnim 1800-ima znanstvenici su počeli proučavati uzroke propadanja i korozije. 1888. godine: Flinders Petrie (1853. – 1942.) je objavio članak o iskopavanju i očuvanju malih predmeta, a njemački kemičar, Friedrich Rathgen (1862. – 1942.), postao je ne samo prvi direktor Kemijskog laboratorija Kraljevskih muzeja u Berlinu, već i prvi znanstvenik zaposlen u nekom muzejskom laboratoriju. Rathgen je upotrijebio elektrolitičku redukciju za uklanjanje korozivnih patina iz kolekcije egipatske bronce u Kraljevskom muzeju – za uklanjanje kloridnih soli. Na prijelazu stoljeća francuski kemičar Marcellin Berthelot (1827. – 1907.) je pred Francuskom akademijom znanosti predstavio nekoliko radova u kojima se navodi da je propadanje brončanih i srebrnih artefakata posljedica cikličkog procesa korozivnog djelovanja kloridnih soli. Rathgen je nastavio znanstvena istraživanja bolesti bronce kako bi bolje razumio kemijsku pretvorbu metala pri prisutnosti vlage. Rathgen je primijenio znanstvenu metodu za očuvanje muzejskih artefakata i nastavio je istraživati, razvijati, primjenjivati i objavljivati svoja otkrića o svojim fizikalnim i kemijskim metodama i formulirajući smjernice za primjenu postao je glavna sila u prihvaćanju standardnih postupaka. Smatra se utemeljiteljem moderne kemijske znanosti o očuvanju predmeta kulturne baštine, napisavši prvi cjeloviti priručnik o očuvanju: Die Konservierung von Altertumsfunden [The Conservation of Antiquities] koji je prvi put objavljen 1898., na engleski je preveden 1905., a i još uvijek je u tisku.

## Sredina 1900-ih
Tijekom Prvog svjetskog rata i bombardiranja civilnih ciljeva, muzeji su štitili svoje kolekcije tako da ih se premjestilo na različite lokacije. Nakon rata, Britanski muzej, koji srećom nije bombardiran, ponovo otvara svoje zbirke za javnost. Nakon dvije godine pohrane na visokoj vlažnosti, predmeti su teško oštećeni korozijom, plijesnima i djelovanjem soli. Odjel za znanstvena i industrijska istraživanja Britanskog muzeja angažirao je kemičara Alexandera Scotta (1853. – 1947.), koji je utemeljio prvi britanski muzejski istraživački laboratorij u 1920. U 1922, kao konzervatora i arheologa, upošljavaju i Harolda Plenderleitha (1898. – 1997.) koji je postao je prvi britanski kemičar povezan s muzejskim laboratorijom. Zajedno oni su utemeljili znanstveno zasnovanu zaštitu predmeta kulturne baštine u Velikoj Britaniji. Godine 1934., Harold Plenderleith objavio je svoj prvi priručnik „Očuvanje starina“ koji sadrži vitalne podatke o konzervatorskom očuvanju metala i sredstvima za kontrolu propadanja kakova poznajemo i danas.
U tridesetim i četrdesetim godinama prošlog stoljeća institucije zapadne Europe i Sjedinjenih Država prepoznale su potrebu preventivne zaštite predmeta i napravile opsežne studije. Nekoliko velikih muzeja također je osnovalo istraživačke laboratorije. 1931. godine Međunarodni ured za muzeje Lige naroda održao je u Rimu prvu konzervatorsku konferenciju o primjeni znanstvenih metoda, prethodeći time Međunarodnom vijeću muzeja (ICOM) osnovanom 1946. s njegovom prvom općom konferencijom koja je održana u Parizu 1948.
U pripremi Drugog svjetskog rata muzeji su ponovo pospremili umjetnine u podzemne tunele, ali ovaj put u sanduke koji su bili naslagani tako kako bi se omogućila što bolja cirkulacija zraka. Britanski muzej naručio je tajni tunel s kontrolom klime u Aberystwythu za pohranu umjetničkih djela tijekom rata. Premještanje artefakata u stabilne i sigurne okolišne uvjete omogućilo je minimalizaciju štete u odnosu na onu prije 20 godina. Plenderleith je obradio artefakte nakon Prvog svjetskog rata, te nije našao nikakvu štetu u zbirci Britanskog muzeja nakon povratka iz okruženja kontroliranog tunela.
Napori na očuvanju Sjedinjenih Država nakon bombardiranja Pearl Harbora bili su neorganizirani i nesretni. Nekoliko ravnatelja muzeja vjerovalo je u koncept preventivne zaštite. George L. Stout, osnivač prve konzervatorske laboratorije u Sjedinjenim Državama bio je odlučan u stvaranju standarda za dugoročno što kvalitetnije očuvanje predmeta. Njegovo predavanje na konferenciji Američkog udruženja muzeja u Chicagu, 1949, "Conservation of Long-Conservation", postavilo je pitanje "Zašto?" a ne "Što? Time je započelo širenje kolektivne svijesti. Kao rezultat toga, 1950. godine formiran je Međunarodni institut za zaštitu povijesnih i umjetničkih djela (današnji IIC), a Stout postaje njegov prvi predsjednik. ICC je 1958. objavio ažurirano izdanje HJ Plenderlethovog djela "Očuvanje starina i umjetničkih djela". Jedno je to od prvih sustavnih objašnjenja mehanizama propadanja muzejskih predmeta, uključujući metale (očito se previđa ili ne poznaje značaj rada M.V. Farmakovskog u ondašnjem SSSR-u; ne samo da je u SSSR-u objavljena prva knjiga posvećena konzervaciji metala u suvremenom smislu već 1935. godine, te činjenica da je rad Farmakovskog posvećen istoj problematici kao i Plenderleithov posthumno objavljen 1947.).

## Kraj 1900-ih
Godine 1951., na Šestoj sjednici Generalne konferencije UN-ove obrazovne, znanstvene i kulturne organizacije (UNESCO), švicarska vlada predložila je osnivanje globalne institucije koja bi potaknula istraživanje i svijest o očuvanju muzejskih predmeta. Plenderleith je 1959. postao prvi direktor Međunarodnog centra za proučavanje očuvanja i restauracije kulturnih dobara (ICCROM).

## 2000-e
Kao rezultat znanstvenih istraživanja u posljednjih 100 godina, konzerviranje i restauriranje metala se sada više usredotočilo na preventivnu zaštitu zbirki, te kontrolu okoliša i uzročnika propadanja metalnih predmeta. ICOM-CC trijenalne konferencije njihove radne grupe za metal 1995., 1998., 2001., 2004., 2007., 2010., 2013., 2016., 2019. i 2022. usmjerene su na zaštitu predmeta od metala. Ove konferencije rasvjetljavaju problematiku propadanje metala te pružaju i šire informacije o najnovijim istraživačkim inovacijama u polju konzervacije restauracije metala odnosno posljedica interakcije istih s okolinom.
Posljednjih trideset godina također su naglasile minimalistički pristup zaštiti predmeta, no ove metode često mogu doći u sukob sa željama posjetitelja muzeja, a ponekad i s istraživačima koji koriste objekte. Briga o zbirkama je složena i potreban je interdisciplinarni pristup uzimajući u obzir sve kriterije uz ulaganje napora svih sudionika.

## Povijest konzervacije metala u Hrvatskoj
Podaci o povijesti konzervacije metalnih predmeta kod nas su posve neistraženi i shodno tome to je nepoznato područje. Studija posvećene ovoj problematici nema, a i povijest konzervacije umjetnina općenito je slabo znana, posebice ona prije Drugog svjetskog rata. Vjerojatni početci leže negdje na samom kraju 19. stoljeća, ili u prvim godinama 20. stoljeća, barem što se tiče arheološkog materijala (Josip Brunšmid /1858-1929./, Viktor Hoffiller /1877. – 1954./, po nekim novijim izvorima radionica Zagrebačkog arheološkog muzeja utemeljena je 1908. godine.). Za pretpostaviti je da je određen poticaj radu na povijesnim predmetima imalo i fotografsko dokumentiranje predmeta iz riznice zagrebačke katedrale koje je izvršio Vladimir Tkalčić između 1912. i 1915. godine, sve u sklopu rada potaknutog od strane Zemaljskog povjerenstva za čuvanje umjetnih i historičkih spomenika.,
Znamo da je stanoviti Jakov Pavelić krajem pedesetih godina prošlog stoljeća radio na metalnim arheološkim predmetima u arheološkom muzeju u Zagrebu, no zna se i da je Pavelić u istom muzeju radio još 1941. (osim Pavelića, zna se i da je tamo na metalu radio i preparator Ivan Kavurić /1978./). a za pretpostaviti je da je početak rada na povijesnim predmetima vezan za restauratorsku radionicu Muzeja za umjetnost i obrt koja je djelovala od 1942. do kraja 1946. (no zna se da je na predmetima rađeno i prije – čak se i jedan od ravnatelja ovog muzeja, već spomenuti Vladimir Tkalčić /1883. – 1971./, bavio i konzervacijom umjetnina, 1941. u muzeju se spominje i preparator Franjo Fink, kako je bio vezan uz vlast NDH, njegova sudbina nakon 1945. je nepoznata), tu treba naglasiti da je i sam Zavod za restauriranje umjetnina ondašnje Jugoslavenske akademije znanosti i umjetnosti nastao iz spomenute radionice. Zna se i da je u radionici istog muzeja nakon Drugog svjetskog rata radio i preparator Marijan Gionechetti (kao preparator radio od 1952., kasnije i preparator Antun Škreblin /1978./ – ovaj je oko 1979. – 1980. prešao u Hrvatski povijesni muzej) koji je radio i na predmetima od metala. Također je dokumentirano i da je za pomoć pri radu na jednom kositrenom vrču 1962. konzultiran Dr. Anthony Werner iz British Museuma, a o ovome je tadašnji kustos zbirke metala Dr. Ivan Bach objavio 1964. prvi poznati domaći članak o konzervaciji povijesnih predmeta od metala kod nas. Svakako treba spomenuti i Božidara Vilhara (1921. – 1999.) koji je djelovao u Zadru, a kao njegov najznačajniji rad na spomenicima od metala možemo istaknuti konzervaciju restauraciju srebrne škrinje sv. Šimuna. Osim Vilhara, na restauraciji metala u arheološkom muzeju u Zadru radio je i arheolog Radomir Jurić.
Dokument sačinjen u MDC-u oko 1978., koji nabraja sve restauratore i preparatore koji su djelovali u ondašnjoj SFRJ kao restauratore odnosno preparatore koji u Hrvatskoj rade na metalu (no najčešće se tu ne radi o specijalistima, većinom su radili na više materijala) još navodi Ljerku Krleža koja je kao restaurator radila u Arheološkom muzeju Istre, preparatora Tvrtka Kralika u Muzeju Slavonije, kao i preparatore Janka Jeličića i Josipa Bolibruha koji su radili u Povijesnom muzeju Hrvatske. Nadalje se u spomenutom dokumentu navode i još sljedeća imena: Petar Knez, koji je radio u Muzeju grada Splita, Josipa Barleka u Etnografskom muzeju u Zagrebu, Đorđa Orbanića u Arheološkom muzeju u Splitu, konzervatora Vladimira Biljana u Rijeci, Srđana Hrkalovića u Sisku, te Renatu Andjus Russo u Dubrovniku i Gabrijela Medveda u Gliptoteci u Zagrebu (sve preparatori, osim gdje je drugačije navedeno,).
Zasigurno je da bi danas metode i rezultati rada tih prvih poznatih osoba koje su tada radile na konzervaciji metalnih predmeta bili prilično dvojbeni no moramo biti svijesni vremena i sredine u kojoj su djelovali.
Prekretnicu ka suvremeno zasnovanom radu na predmetima svakako predstavlja zapošljavanje Maje Velicogna Novoselac koja je u Muzeju za umjetnost i obrt radila od 1979. do 2018. godine, ona je dugi niz godina bila jedini školovani restaurator metala u Hrvatskoj (diplomirala je restauriranje metala, stakla i keramike na Visokoj školi za primijenjenu umjetnost u Beču 1978.).
Drugi izrazito važan trenutak u povijesti konzervacije restauracije metalnih predmeta u Hrvatskoj je osnivanje studija konzerviranja-restauriranja u Splitu 1997. godine, no ovdje treba istaknuti da je konzervacija metala do 2011. bila samo predmet koji se predavao na prvoj i drugoj godini studija, a tek tada je pokrenut i petogodišnji studij. Konzervaciju metala dosada su tamo predavali Miroslav Klarić, Ivo Donelli, Valentina Ljubić Tobisch i Filip Rogošić, uz napomenu da je jedino Valentina Ljubić Tobisch bila zaista kompetentna osoba za taj posao (Završila je konzerviranje restauriranje objekata na Univerzitetu primijenjene umjetnosti u Beču 2002., niz godina bila je voditeljica restauratorske radionice tehničkog muzeja u Beču, tamo je i doktorirala godine 2019.).
Godine 1998. izdano je u Splitu prvo i zasada jedino domaće djelo posvećeno isključivo konzervaciji metala: Uvod u konzervaciju kovina, autora Miroslava Klarića. Radi se o već u trenutku izdavanja izrazito zastarjeloj knjizi.
Preddiplomski i diplomski studij Sveučilišta u Dubrovniku utemeljen je 2005. godine kao drugi studij konzervacije metala u Hrvatskoj. Nastava se ostvaruje u suradnji s talijanskim stručnjacima, uz obaveznu praktičnu nastavu u Italiji (do 2013., predavao je Giancarlo Marini talijanski samouki kipar i keramičar, danas je predaju Josip Kralik i Marta Kotlar). Kao i kod splitskog studija i ovdje možemo govoriti o problematičnoj kompetentnosti spomenutih domaćih predavača, jer niti se radi o osobama s dužim iskustvom u konzervaciji metala, niti isti imaju iza sebe veći broj stručnih ili znanstvenih radova, u nastavi je čak do prije par godina sudjelovala i jedna osoba sa srednjom stručnom spremom.
Iste godine počinje djelovati i hrvatski ogranak radne grupe za konzervaciju metala komiteta za konzervaciju međunarodnog muzejskog savjeta (ICOM-CC). S obzirom na to da je radna grupa za konzervaciju metala ICOM-CC orijentirana isključivo na istraživački pristup konzervaciji metala, odnosno na način rada koji kod nas ne postoji grupa je zasada bila orijentirana na organizaciju nekoliko predavanja vezanih za znanstveno zasnovanu konzervaciju metalnih predmeta.
Godine 2006. završena je višegodišnja restauracija tkz. Hrvatskog Apoksiomena – do danas najznačajnijeg i najpoznatijeg restauratorskog zahvata na metalnim predmetima kod nas, zahvat je izveden i osmišljen od strane Giuliana Tordija (1933. – 2013.), talijanskog stručnjaka, uz suradnju Antonija Šerbetića, voditelja restauratorske radionce za metal Hrvatskog restauratorskog zavoda.
Prije spomenuta radna grupa je 2009. pokušala organizirati i manji međunarodni skup posvećen konzervaciji metala, no kako je potpora institucija kojima se obratila za pomoć (Hrvatski nacionalni odbor ICOM-a, Sveučilište u Dubrovniku, Hrvatski restauratorski zavod) izostala, skup je propao.
Nekoliko je članova radne grupe 2010. godine pristupilo projektu ECHEM, posvećenom primijeni elektrokemijskih tehnika u konzervaciji metala, te ako projekt bude odobren bit će to prvi put da hrvatski konzervatori restauratori metala sudjeluju u jednom međunarodnom istraživačkom projektu (nažalost projekt nije prihvaćen od strane EU birokracije).
Iste su godine i po drugi puta restauratori konzervatori metala iz Hrvatske sudjelovali na međunarodnoj konferenciji posvećenoj konzervaciji metala u Charlestonu, SAD (Zoran Kirchhoffer iz Tehničkog muzeja Nikola Tesla u Zagrebu bio je 2007. na konferenciji METAL 2007 u Hagu), nažalost samo s poster prezentacijom. Na konferenciji u Edinburghu 2013. hrvatski konzervatori metala nisu sudjelovali, a nisu sudjelovali niti na konferenciji u New Delhiju 2016. godine.Na konferenciji u Neuchatelu, u Švicarskoj godine 2019. bile su predstavljene 2 flash poster prezentacije hrvatskih autora (Zoran Kirchhoffer, Tehnički muzej Nikola Tesla, i Dajana Mikić, Fakultet kemijskog inženjerstva i tehnologije, Zavod za elektrokemiju). Na konferenciji Metal 2022. u Helsinkiju konzervatori restauratori metala iz Hrvatske nisu bili prisutni(sudeći po preliminarnom programu , barem ne što se tiče izlaganja i poster prezentacija). Nadajmo se da će biti prisutni na konferenciji METAL 2025 u Cardiffu (kako zadnjih nekoliko konferencija postoji i mogućnost učešća za studente konzervacije restauracije metala, nadajmo se da će i naša 2 studija konzervacije metala barem uzeti učešća u kategoriji postera kad već zasada nismo vidjeli njihove prezentacije revolucionarnih hrvatskih metoda konzervacije restauracije metala).
Trenutačno (2020. - 2024.) najznačajniji projekt vezan uz konzerviranje restauriranje metala kod nas je rad na konzervaciji vinkovečke srebrne ostave (Vinkovačko srebro), radovi se izvode u Arheološkom muzeju u Zagrebu. Vodi ih Damir Doračić, voditelj restauratorskog odjela spomenutog muzeja.

#### Knjige
- Farmakovskij, M. V. Konzerviranje i restauriranje muzejskih zbirki, poglavlje posvećeno konzervaciji metala, Zagreb 1949.
- Konzerviranje i restauriranje muzejskih predmeta, Muzejski dokumentacijski centar, poglavlje posvećeno konzervaciji metala, Zagreb 1974.
- Klarić, M. Uvod u konzervaciju kovina, Split 1998.

#### Članci u stručnim časopisima
- Bach, I. Restauriranje kositrenog cehovskog vrča iz 1691. godine u Muzeju za umjetnost i obrt u Zagrebu, Zbornik zaštite spomenika, Knj.15 (1964), str. 105-108

(osim ovog članka I. Bach napisao je i prikaz češke knjige o konzervaciji metala Načela konzerviranja kovinskih predmeta u muzejima. V. Čupar — J. B. Pelikan, Zàklady konzervace kovn v muzeich. Muzejni pràce, sv. 10, Praha. Vijesti muzealaca i konzervatora Hrvatske (Zagreb), XIV. 1965. 2, str. 63.)
- Budija, Goran. Čišćenje, zaštita i održavanje umjetničkih predmeta i starina od srebra. // Vijesti muzealaca i konzervatora. 2/3 (2001.)
- Budija, Goran. Čišćenje, zaštita i održavanje umjetničkih predmeta i starina od bakra i njegovih slitina. // Vijesti muzealaca i konzervatora. 4 (2001.)
- Budija, Goran. Čišćenje, zaštita i održavanje umjetničkih predmeta i starina od željeza i njegovih slitina. // Vijesti muzealaca i konzervatora. 1 (2002.)
- Budija, Goran. Čišćenje, zaštita i održavanje umjetnički oblikovanih predmeta i starina od kositra i njegovih slitina.// Vijesti muzealaca i konzervatora.2-4 /2002
- Budija, Goran. Čišćenje, zaštita i održavanje umjetnički oblikovanih predmeta i starina od cinka. // Vijesti muzealaca i konzervatora.1-2/2003.
- Budija, Goran. Čišćenje, zaštita i održavanje umjetnički oblikovanih predmeta i starina od zlata i njegovih slitina.// Vijesti muzealaca i konzervatora.3-4/2003.
- Budija, Goran. Čišćenje, zaštita i održavanje umjetnički oblikovanih predmeta i starina od olova.// Vijesti muzealaca i konzervatora.1-4/2004.
- Budija, Goran. Čišćenje, zaštita i održavanje umjetnički oblikovanih predmeta i starina od aluminija i njegovih slitina.// Vijesti muzealaca i konzervatora.1-2/2005.
- Donelli, Ivo, Konzervacija i restauracija željeznog topa izvađenog iz mora u luci Starog grada na Hvaru, Portal 2/2011., Zagreb 2011.
- Donelli, Ivo, Rekonzervacija i konzervacija karolinškog mača iz Zadvarja, Vjesnik za arheologiju i povijest dalmatinsku 94/2001, Split 2002.
- Doračić, Damir. Konzervatorsko restauratorski zahvati na arheološkim predmetima s lokaliteta Torčec-Crikvišće, uključujući nedestruktivna ispitivanja na pojedinim predmetima, Podravina 2/4/2003., Koprivnica 2003.
- Doračić, Damir. Restauratorsko-istraživački postupci na kasnolatenskoj kacigi iz Nove Gradiške, VAMZ, 3.s., XL 147–166 (2007), Zagreb 2007.
- Jozić,A., Vrgoč,Z Konzervatorsko-restauratorski radovi na metalnim arheološkim nalazima s lokaliteta Zemunik-Gradina,Zadar 2016., publicirano u Karla Gusar,Dario Vujević-Utvrda u Zemuniku Donjem u srednjem i novom vijeku,Zadar 2016.
- Golubić, Mihael, Restauriranje avarskih metalnih nalaza slokaliteta Nuštar, dvorac Khuen-Belassy, Portal 4/2013., Zagreb 2013.
- Kralik,Josip, Komparativno istraživanje primjene pulsirajuće struje u konzerviranju željeznih artefakata,Portal 7/2016.,Zagreb 2016.
- Kralik,Josip EVALUACIJA ELEKTROLITSKE REDUKCIJE PRODUKATA KOROZIJE NA SREBRNIM I POSREBRENIM ARTEFAKTIMA I SMJERNICE NJEZINE PRIHVATLJIVE PRIMJENE,Osječki zbornik XXXVI,Osijek 2021.(online)
- Maletić, Antonija Konzervatorsko restauratorski zahvat na fibuli od bakrene slitine i željeznom nožu s lokaliteta Jokine i Duševića Glavice u Krnezi, Portal 1/2010., Zagreb 2010.(online)  Arhivirana inačica izvorne stranice od 24. rujna 2015. (Wayback Machine)
- Perković Gjurašin, Elena, Konzerviranje i restauriranje željeznih keltskih mačeva s lokaliteta Zvonimirovo – Veliko polje,Portal 7 /2016.,Zagreb 2016.
- Vilhar, Božidar "Reduction thermique des objets confectionnés en fer entierement corrodés ou presque", 5. trijenalna konferencija ICOM CC-Zagreb 1978., Paris 1978.
- Vješnica, Borko Rekonstrukcija brončane posude s lokaliteta Plećaševe štale / Gornje njive, Vjesnik za arheologiju i povijest dalmatinsku 98, Split 2005.(online)
- Ljubić-Tobisch.V.,Velicogna Novoselac,M. O mogućnostima rekonstrukcije unutar konzervatorsko-restauratorskih zahvata na primjerima metalnih baštinskih predmeta ,Portal 14/2023.,Zagreb 2023.